# Gerhard Zeitel
Gerhard Friedrich Hermann Zeitel (* 25. November 1927 in Rostock; † 26. Januar 1991 in Weinheim) war ein deutscher Wirtschaftswissenschaftler und Politiker (CDU). Er wirkte unter anderem als ordentlicher Professor für Volkswirtschaftslehre in Mannheim und als Staatsminister im Saarland.

## Leben und Beruf
Zeitel wurde als Sohn von Anna Zeitel, geborene Lenz, und des Steuerinspektors Wilhelm Zeitel geboren. Nach dem Besuch eines Realgymnasiums in Rostock, wo er 1944 sein Abitur erhielt, wurde er 1944 zum Wehrdiens in der Wehrmacht eingezogen, nahm anschließend als Soldat am Zweiten Weltkrieg teil und geriet zuletzt in Gefangenschaft, aus der er 1946 entlassen wurde.
Nach dem Kriegsende arbeitete Zeitel als Wirtschaftsberater und war in der Industrie tätig. Er studierte von 1948 bis 1951 Wirtschaftswissenschaften an der Freien Universität Berlin, schloss das Studium als Diplom-Volkswirt ab und war im Anschluss bei der Dresdner Bank sowie bei der Landeszentralbank in Berlin beschäftigt. 1953 wurde er wissenschaftlicher Assistent an der FU Berlin, an der er 1954 zum Dr. rer. pol. promoviert wurde. Danach war er als wissenschaftlicher Assistent an der Universität Tübingen tätig, an der er sich 1960 mit der Arbeit Die Steuerlastverteilung in der Bundesrepublik Deutschland habilitierte. Dort begann er 1960 auch seine Lehrtätigkeit, gefolgt von einer solchen an der WH bzw. Universität Mannheim.
Zeitel erhielt 1962 als ordentlicher Professor für Volkswirtschaftslehre, insbesondere Finanzwissenschaft, einen Lehrstuhl für Volkswirtschaftslehre und Statistik an der Universität Mannheim, die er von 1970 bis 1973 als Rektor leitete. Von 1975 bis 1982 war er Präsident des Bundesverbands Deutscher Volks- und Betriebswirte. Er lebte und starb in Weinheim an der Bergstraße. Er war evangelisch, ab 1953 verheiratet mit Edith Zeitel, geborene Becker, und hatte die vier Kinder Christina, Ulrich, Katharina und Natascha. Sein 1956 Tübingen geborener Sohn Ulrich Zeitel wurde Rechtsanwalt.

## Partei
Zeitel beantragte am 29. August 1944 die Aufnahme in die NSDAP und wurde rückwirkend zum 20. April desselben Jahres aufgenommen (Mitgliedsnummer 10.089.313). Er schloss sich 1969 der CDU an, wurde 1970 zum Vorsitzenden des CDU-Landesverbands Nordbaden gewählt und war von 1973 bis 1990 Mitglied im Bundesvorstand der Partei. Von 1977 bis 1987 war er Bundesvorsitzender der Mittelstands- und Wirtschaftsvereinigung der Union.

## Abgeordneter
Zeitel wurde 1972 erstmals in den Deutschen Bundestag gewählt und war über die Landesliste der CDU Baden-Württemberg ins Parlament eingezogen. Nach seiner Ernennung zum saarländischen Finanzminister legte er am 3. September 1980 sein Bundestagsmandat nieder.

## Öffentliche Ämter
Zeitel wurde am 23. Mai 1980 als saarländischer Minister der Finanzen in die von Ministerpräsident Werner Zeyer geführte Landesregierung berufen. Am 10. Juli 1984 wechselte er im Zuge einer Kabinettsumbildung an die Spitze des Ministeriums für Kultur, Bildung und Sport. Nach der Wahlniederlage der CDU bei den Landtagswahlen 1985 schied er am 12. März 1985 aus der Regierung aus.
Siehe auch: Kabinett Zeyer II, Kabinett Zeyer III

## Veröffentlichungen (Auswahl)
- Die Steuerlastverteilung in der Bundesrepublik Deutschland. Mohr, Tübingen 1960.
- Gutachten über die Methodenwahl zur Durchführung eines Vergleichs der effektiven Steuerlast von Unternehmen in den Mitgliedstaaten der EWG (= Studien. Reihe Wettbewerb. Band 7, ZDB-ID 518230-x). Kommission der Europäischen Gemeinschaften, Brüssel 1968.